# دیتمار بلو
دیتمار بلو (انگلیسی: Detmar Blow؛ ۷ فوریه ۱۹۳۹ - ۲۴ نوامبر ۱۸۶۷) معماری اهل بریتانیا در اویل قرن بیستم بود که بیشتر در جنبش هنر و پیشه فعالیت می‌کرد. کارفرمایان او عموماً اشراف‌زادگان بریتانیایی بودند.